# Bracon posticus
Bracon posticus är en stekelart som beskrevs av Gaspard Auguste Brullé 1846. Bracon posticus ingår i släktet Bracon och familjen bracksteklar. Inga underarter finns listade.